# Capital social (contabilidade)
O capital social, conceituando financeiramente ou contabilmente, é a parcela do patrimônio líquido de uma empresa através de investimento na forma de ações (se for sociedade anônima) ou quotas (se for uma sociedade por quotas de responsabilidade limitada) efetuado na companhia por proprietários ou acionistas. Abrange não somente as parcelas entregues pelos acionistas, mas também os valores obtidos pela empresa que, por decisão dos acionistas, são adicionados no capital social sem devolução.
Resumidamente, é o montante bruto necessário para iniciar as atividades de uma nova empresa enquanto esta ainda não gera receita suficiente para se sustentar.
Em alguns balanços de empresas brasileiras publicados no mercado, a parcela dos chamados "acionistas minoritários" não é mostrada como componente do capital social, mas parte do exigível a longo prazo.

## Tipos de contas analíticas
As contas contábeis analíticas do capital social podem ser classificadas em cinco tipos:
- Capital social autorizado (conta de controle);
- Capital social subscrito (conta patrimonial) — o capital social fixado no estatuto ou contrato social. Os sócios devem subscrever (assumir o compromisso de realizar) todas as ações ou quotas em que se divide o capital social, ainda que seja realizada apenas uma parte do capital subscrito. É o capital que o acionista ou quotista se compromete a integralizar, para a formação do capital próprio, dentro do prazo estabelecido em Assembléia Geral Extraordinária (nas sociedades por ações) ou no contrato social das demais sociedades.[4][3]
- Capital social a subscrever (conta de controle);
- Capital social integralizado (conta patrimonial) — valores já efetivamente enviados para a entidade; é a parcela do Capital Social Subscrito (pelos sócios ou acionistas) que foi efetivamente (100%) colocada à disposição da empresa, em suas operações, de acordo com o seu objetivo social.
- Capital social a integralizar (conta patrimonial) — valores ainda não enviados para a entidade, porém acertados previamente mediante contrato para que sejam enviados;